# Багатоплідні організми
Багатоплідні організми (англ. iteroparous organisms) — організми, здатні до відтворення більш ніж один раз протягом життя. Залежно від виду, можуть мати можливість розмножуватися, як протягом безперервного періоду життя, так і протягом періодичних циклів відтворення.
Для рослин також використовується синонімічний термін полікарпні рослини (англ. polycarpic plants). Зазвичай, багатоплідні рослини є багаторічними, проте існує кілька виключень. Наприклад, деякі багаторічні рослини (американська агава, пуйя, бамбук) є одноплідими. Інші, багаторічні у тропіках (бавовник, помідор), встигають дати плоди протягом одного сезону і не можуть пережити холодну зиму помірного поясу.
До багатоплідних тварин належить переважна більшість хребетних тварин, більшість довгоживучих комах, ракоподібних і павуків, головоногих та черевоногих молюсків та багато інших видів. Більшість тварин мають здатність до відтворення від моменту досягнення статевої зрілості (інколи до втрати цієї можливості пізніше в результаті менопаузи), проте часто відтворюються протягом періодичних шлюбних сезонів.